# Persone di nome Karl/Calciatori
| Questa pagina contiene informazioni ricavate automaticamente dalle voci biografiche con l'ausilio del template Bio e di un bot. L'aggiornamento è periodico e automatico e ricostruisce completamente la pagina. Se manca una persona in questa lista, sei pregato di non aggiungerla, ma accertati piuttosto che la sua voce biografica contenga il template Bio e che i dati anagrafici siano correttamente compilati. Se il template Bio manca, inseriscilo tu stesso o, in alternativa, metti l'avviso {{tmp\|Bio}} che ne segnala la mancanza. Se i dati riportati sono sbagliati, correggi direttamente la voce biografica; le modifiche saranno visibili in questa lista entro pochi giorni. Per chiarimenti vedi il progetto antroponimi. La lista contiene solo le 151 persone che sono citate nell'enciclopedia e per le quali è stato implementato correttamente il template Bio. Pagina aggiornata al 6 mag 2025. |

Questa è una lista di persone presenti nell'enciclopedia che hanno il nome Karl e sono calciatori.

## A(8)
- Karl Adam, calciatore tedesco (Coblenza, n. 1924 - Coblenza, † 1999)
- Karl Adamek, calciatore e allenatore di calcio austriaco (Vienna, n. 1910 - Vienna, † 2000)
- Karl Aegli, calciatore svizzero (n. 1887)
- Karl Allgöwer, ex calciatore tedesco (Geislingen an der Steige, n. 1957)
- Karl Andritz, calciatore austriaco (Fischamend, n. 1914 - † 1993)
- Karl Ansén, calciatore svedese (Stoccolma, n. 1887 - Morgongåva, † 1959)
- Jan Aronsson, calciatore svedese (Degerfors, n. 1931 - Emmaboda, † 2016)
- Karl Auer, calciatore tedesco (n. 1898 - † 1945)

## B(14)
- Karl Max Barthélémy, calciatore ciadiano (N'Djamena, n. 1986)
- Karl Barufka, calciatore tedesco (Gelsenkirchen, n. 1921 - Böblingen, † 1999)
- Karl Beck, calciatore e allenatore di calcio austriaco (Dolní Dunajovice, n. 1888 - Vienna, † 1972)
- Leo Bengtsson, calciatore svedese (Stoccolma, n. 1998)
- Gustav Berggren, calciatore svedese (n. 1997)
- Rune Bergström, calciatore svedese (Stoccolma, n. 1891 - Stoccolma, † 1964)
- Johan Bertilsson, calciatore svedese (Hova, n. 1988)
- Karl Bielser, calciatore svizzero (n. 1903)
- Karl Billeter, calciatore svizzero (Neuchâtel, n. 1880 - Neuchâtel, † 1930)
- Karl Bonnici, ex calciatore maltese (n. 1974)
- Karl Braunsteiner, calciatore austriaco (Vienna, n. 1891 - Tashkent, † 1916)
- Karl Breitenstein, calciatore svizzero
- Karl Burger, calciatore tedesco (Stoccarda, n. 1883 - Freudenstadt, † 1959)
- Karl Bögelein, calciatore e allenatore di calcio tedesco (Bamberga, n. 1927 - † 2016)

## D(4)
- Albin Dahl, calciatore e allenatore di calcio svedese (Landskrona, n. 1900 - Helsingborg, † 1980)
- Karl Darlow, calciatore inglese (Northampton, n. 1990)
- Karl Decker, calciatore e allenatore di calcio austriaco (Vienna, n. 1921 - Vienna, † 2005)
- Karl Del'Haye, ex calciatore tedesco occidentale (Aquisgrana, n. 1955)

## E(7)
- Karl Eggler, calciatore svizzero (n. 1901 - † 1966)
- Karl Ehmer, calciatore tedesco (n. 1906 - † 1978)
- Karl Ehrenbolger, calciatore svizzero (n. 1899)
- Karl Elsener, calciatore svizzero (Bülach, n. 1934 - Zurigo, † 2010)
- Karl Engel, ex calciatore svizzero (Ibach, n. 1952)
- Karl Engel, calciatore austriaco (Praga, n. 1884)
- William Eskelinen, calciatore svedese (n. 1996)

## F(4)
- Karl Fabien, calciatore francese (Argenteuil, n. 2000)
- Karl Feldmüller, calciatore austriaco (Vienna, n. 1878 - † 1962)
- Karl Oskar Fjørtoft, ex calciatore norvegese (Ålesund, n. 1975)
- Christer Fursth, ex calciatore svedese (Örebro, n. 1970)

## G(8)
- Karl Gall, calciatore austriaco (Vienna, n. 1905 - † 1943)
- Karl Giesser, calciatore austriaco (n. 1928 - † 2010)
- Karl Grob, calciatore svizzero (Küsnacht, n. 1946 - Zurigo, † 2019)
- Karl Groß, calciatore austriaco (n. 1881)
- Karl Friðleifur Gunnarsson, calciatore islandese (n. 2001)
- Viktor Gustafson, calciatore svedese (n. 1995)
- Karl Gustafsson, calciatore svedese (Köping, n. 1888 - Köping, † 1960)
- Karl Gyurkowicz, calciatore svizzero (Budapest, n. 1903 - Zurigo, † 1961)

## H(11)
- Karl Hall, calciatore seychellese (Bradford, n. 1988)
- Karl Aage Hansen, calciatore danese (Mesinge, n. 1921 - Gentofte, † 1990)
- Karl Hanssen, calciatore tedesco (Porto Alegre, n. 1887 - † 1916)
- Karl Harmer, calciatore e allenatore di calcio austriaco (n. 1888 - † 1966)
- Karl Jakob Hein, calciatore estone (Põlva, n. 2002)
- Karl Heinlein, calciatore austriaco (n. 1892 - † 1960)
- Karl Henry, ex calciatore inglese (Wolverhampton, n. 1982)
- Karl Hohmann, calciatore e allenatore di calcio tedesco (Düsseldorf, n. 1908 - Düsseldorf, † 1974)
- Karl Holmberg, calciatore svedese (Örebro, n. 1993)
- Karl Humenberger, calciatore e allenatore di calcio austriaco (Vienna, n. 1906 - † 1989)
- Karl Höfer, calciatore austriaco (n. 1925 - † 1990)

## I(1)
- Uche Ikpeazu, calciatore ugandese (Harrow, n. 1995)

## J(9)
- Karl Jarosch, ex calciatore austriaco (n. 1931)
- Karl Jech, calciatore austriaco (n. 1886 - † 1957)
- Karl Jestrab, calciatore austriaco (n. 1907 - † 1980)
- Karl Jiszda, calciatore austriaco (n. 1899 - † 1963)
- Karl Johan Johannessen, ex calciatore norvegese (Ålesund, n. 1943)
- Anton Johanson, calciatore e allenatore di calcio svedese (n. 1877 - † 1952)
- Andreas Johansson, ex calciatore svedese (Halmstad, n. 1982)
- Karl Joppich, calciatore tedesco (n. 1908 - † 1940)
- Vilhelm Jørgensen, calciatore danese (Vallø, n. 1897 - Kregme, † 1967)

## K(11)
- Karl Kainberger, calciatore austriaco (Salisburgo, n. 1912 - Salisburgo, † 1997)
- Karl Kanhäuser, calciatore cecoslovacco (Vienna, n. 1900 - † 1945)
- Karl Berg, calciatore tedesco (n. 1921 - † 2007)
- Herbert Karlsson, calciatore svedese (Göteborg, n. 1896 - Göteborg, † 1952)
- Jesper Karlsson, calciatore svedese (Falkenberg, n. 1998)
- Karl Kelchen, calciatore ungherese
- Karl Kerbach, calciatore austriaco (n. 1918 - † 1994)
- Karl Kowanz, calciatore e allenatore di calcio austriaco (n. 1926 - Vienna, † 1998)
- Karl Krof, calciatore austriaco (Vienna, n. 1888 - † 1977)
- Karl Krug, calciatore austriaco
- Karl Kubik, calciatore austriaco (n. 1886)

## L(7)
- Karl Larson, ex calciatore svedese (Stoccolma, n. 1991)
- Axel Lindahl, calciatore svedese (n. 1995)
- Roland Lindberg, calciatore svedese (Göteborg, n. 1910 - Hisings Kärra, † 1993)
- Henrik Löfkvist, ex calciatore svedese (n. 1995)
- Karl Petter Løken, ex calciatore norvegese (Karlskoga, n. 1966)
- Karl Løkin, calciatore faroese (n. 1991)
- Karl Ludwig, calciatore tedesco (n. 1886 - † 1948)

## M(6)
- Karl Mai, calciatore tedesco (Fürth, n. 1928 - † 1993)
- Karl Micallef, calciatore maltese (n. 1996)
- Karl Miller, calciatore tedesco (Amburgo, n. 1913 - † 1967)
- Karl Minor, ex calciatore australiano (Heilbronn, n. 1948)
- Karl Muller, calciatore ungherese (Toeplitz, n. 1902)
- Karl Mööl, calciatore estone (Tallinn, n. 1992)

## N(4)
- Karl Namnganda, calciatore centrafricano (Bangui, n. 1996)
- Karl Neubauer, calciatore austriaco (n. 1896 - † 1954)
- Karl Nickerl, calciatore austriaco (n. 1931 - † 2011)
- Daniel Nordmark, ex calciatore svedese (Lidköping, n. 1988)

## O(3)
- Karl Odermatt, ex calciatore svizzero (Berna, n. 1942)
- Fredrik Olsson, ex calciatore svedese (Karlshamn, n. 1985)
- Karl Ouimette, ex calciatore canadese (Terrebonne, n. 1992)

## P(5)
- Karl Palatu, ex calciatore estone (Tallinn, n. 1982)
- Karl Pedersen, calciatore norvegese (Fredrikstad, n. 1907 - † 1977)
- Karl Pekarna, calciatore austriaco (Oberlaa, n. 1881 - † 1946)
- Karl Politz, calciatore tedesco (Amburgo, n. 1903 - † 1987)
- Karl Aage Præst, calciatore danese (Copenaghen, n. 1922 - Copenaghen, † 2011)

## R(6)
- Karl Rainer, calciatore austriaco (Vienna, n. 1901 - Vienna, † 1987)
- Karl Rappan, calciatore e allenatore di calcio austriaco (Vienna, n. 1905 - Berna, † 1995)
- Karl Ready, ex calciatore gallese (Neath, n. 1972)
- Sebastian Ring, calciatore svedese (Örebro, n. 1995)
- Karl Ringel, calciatore tedesco (Fürth, n. 1932 - Neunkirchen, † 2024)
- Karl Rumbold, calciatore e allenatore di calcio austriaco (Vienna, n. 1893 - † 1965)

## S(26)
- Emil Salomonsson, ex calciatore svedese (Örkelljunga, n. 1989)
- Gustav Sandberg, calciatore svedese (Göteborg, n. 1888 - Göteborg, † 1956)
- Karl Scherm, calciatore tedesco (Norimberga, n. 1904 - † 1977)
- Karl Schirra, calciatore tedesco (n. 1928 - † 2010)
- Karl Schlösser, calciatore tedesco (n. 1912 - † 1982)
- Karl Schmidt, calciatore tedesco (Wabern, n. 1932 - Gottinga, † 2018)
- Karl Schneider, calciatore austriaco (Vienna, n. 1902)
- Karl Schnieke, calciatore tedesco orientale (Apolda, n. 1919 - Jena, † 1974)
- Karl Schott, calciatore austriaco (Vienna, n. 1906 - † 1985)
- Karl Schrenk, calciatore austriaco (Rudolfsheim, n. 1889 - Herzogenrath, † 1969)
- Karl Schulz, calciatore tedesco (Kiel, n. 1901 - † 1971)
- Karl Senft, calciatore svizzero
- Karl Sheppard, ex calciatore irlandese (Dublino, n. 1991)
- Karl Schulz, calciatore tedesco (Kiel, n. 1905 - † 1971)
- Karl Skerlan, calciatore austriaco (n. 1940 - † 2017)
- Karl Skifjeld, calciatore norvegese (n. 1920 - † 1996)
- Lennart Skoglund, calciatore svedese (Stoccolma, n. 1929 - Stoccolma, † 1975)
- Karl Söderström, calciatore svedese (Helsingborg, n. 1985)
- Karl Stöcker, calciatore svizzero
- Karl Stoiber, calciatore austriaco (Vienna, n. 1907 - Stockerau, † 1994)
- Karl Stotz, calciatore e allenatore di calcio austriaco (Vienna, n. 1927 - Seefeld, † 2017)
- Karl Striebinger, calciatore tedesco (n. 1913 - † 1981)
- David Svensson, ex calciatore svedese (Falkenberg, n. 1984)
- Gustav Svensson, calciatore svedese (Göteborg, n. 1987)
- Karl Svensson, ex calciatore svedese (Jönköping, n. 1984)
- Karl Szoldatics, calciatore austriaco (Vienna, n. 1906 - † 1950)

## T(3)
- Karl Tekusch, calciatore austriaco (n. 1890 - † 1977)
- Karl Tewes, calciatore tedesco (Berlino, n. 1886 - † 1968)
- Karl Toko Ekambi, calciatore camerunese (Parigi, n. 1992)

## U(1)
- Karl Uhle, calciatore tedesco (Lipsia, n. 1887 - Lipsia, † 1969)

## V(3)
- Karl Vie, ex calciatore norvegese (n. 1951)
- Karl Vitulin, calciatore francese (Parigi, n. 1991)
- Karl Vladar, calciatore austriaco (n. 1887 - † 1971)

## W(5)
- Karl Wahlmüller, calciatore austriaco (Linz, n. 1913 - Toila, † 1944)
- Karl Wegele, calciatore tedesco (Karlsruhe, n. 1887 - Karlsruhe, † 1960)
- Karl Weilenmann, calciatore svizzero (n. 1886 - Locarno, † 1980)
- Karl Wolf, calciatore tedesco orientale (Bernsbach, n. 1924 - † 2005)
- Karl Wolter, calciatore tedesco (n. 1894 - † 1959)

## Z(4)
- Hampus Zackrisson, calciatore svedese (Kinna, n. 1995)
- Karl Zilgas, calciatore tedesco (Amburgo, n. 1882 - † 1917)
- Karl Zischek, calciatore austriaco (n. 1910 - † 1985)
- Karl Zolper, calciatore tedesco (Siegburg, n. 1901 - Viersen, † 1990)

## Õ(1)
- Karl Õigus, ex calciatore estone (Tartu, n. 1998)